# Функції мови
Функції мови:

## Загальна характеристика
Оскільки мова — явище суспільне, усі її функції виступають не публічно, а проявляються в тісній взаємодії. Відмінність чи неповнота використання якоїсь із них згубно впливає на мову в цілому, а це, у свою чергу, відбивається на долі народу.

## Комунікативна функція
Комунікативна функція мови полягає в тому, що вона — найважливіший засіб спілкування людей і забезпечення інформаційних процесів у сучасному суспільстві (у науковій, технічній, політичній, діловій, освітній та інших галузях життя людства). У цій ролі мова має універсальний характер: нею можна передавати все те, що виражається, наприклад, мімікою, жестами чи символами, тоді як кожен із цих засобів спілкування не може конкурувати з мовою за ступенем виразності.
Із комунікативного боку слід розглядати й сукупність текстів як наслідок діяльності комунікантів, здійснюваної шляхом обміну писемною продукцією.

## Ідентифікаційна функція
Ідентифікаційна функція виявляється в часовому й у просторовому вимірах. Через мову сучасна людина відчуває свою спільність і з пращурами, і з нащадками, і з тими, хто перебуває поряд, і з тими, хто в інших краях. Кожна людина має своєрідний індивідуальний мовний «портрет», мовний «паспорт», у якому відображено всі її національно-естетичні, соціальні, культурні, духовні, вікові та інші параметри. Лише для тих хто знає мову, вона є засобом спілкування, ідентифікації, ототожнення в межах певної спільноти. Для тих, хто її не знає зовсім або знає погано, вона може бути причиною роз'єднання, відокремлення, конфліктів і навіть ворожнечі.

## Етнічна функція
Етнічна функція мови — функція, за допомогою якої ідентифікуються члени тієї чи іншої етнічної спільноти, рівень їхнього згуртування й відмежування від інших лінгвокультурних спільнот. Мова є однією з найважливіших та найстабільніших ознак і властивостей етносу, вагомим фактором розвитку і критерієм ідентифікації етногенетичних й етнокультурних процесів.

## Експресивна функція
Експресивна функція мови полягає в тому, що вона є універсальним засобом вираження внутрішнього світу людини.
Кожний Індивід має унікальний неповторний світ, сфокусований у його свідомості, у надрах інтелекту, у гамі емоцій, почуттів, мрій, волі. І цей прихований світ може розкрити для інших лише мова: чим досконаліше володієш мовою, тим виразніше, повніше, яскравіше постаєш перед людьми як особистість. Те ж саме можна сказати і про націю, народ: «Говори — і я тебе побачу», — запевняли мудреці античності.

## Гносеологічна функція (пізнавальна)
Гносеологічна функція мови виражається в тому, що вона є своєрідним засобом пізнання навколишнього світу. На відміну від інших істот людина користується не лише індивідуальним досвідом і знаннями, а й усім набутком своїх попередників і сучасників, тобто суспільним досвідом. Але за умови досконалого знання мови, й далеко не однієї.
Пізнаючи будь-яку мову, людина пізнає різнобарвний світ крізь призму саме цієї мови. Оскільки кожна мова є неповторною картиною світу — зникнення якоїсь із них збіднює уявлення людини про багатогранність світу, звужує її досвід. Гносеологічна функція мови полягає не лише в прийнятті й нагромадженні досвіду суспільства. Вона безпосередньо пов'язана з функцією мислення, формування та існування думки.

## Мислетворча функція
Мислетворча функція реалізується в тому, що, формуючи думку, людина мислить мовними нормами. Мислення може бути конкретним (образно-чуттєвим) й абстрактним (поняттєвим). Понятійне мислення — це оперування поняттями, позначеними певними словами, що без цих слів перестали б існувати. До того ж, у процесі мислення ці поняття зіставляються, протиставляються, поєднуються, заперечуються, порівнюються тощо за допомогою специфічних мовних засобів. Тому «мислити» означає «оперувати мовним матеріалом», Відомий вислів «обмінятися думками» насправді означає обмінятися певними мовними одиницями, у яких і закодовані думки. Цей обмін не завжди буває корисним для обох співрозмовників. Недарма кажуть: «Хто ясно мислить, той ясно висловлюється».

## Естетична функція
Естетична функція мови полягає в тому, що вона є першим джерелом культури, знаряддям і водночас матеріалом створення культурних цінностей. Існування мови у фольклорі, красному письменстві, театрі, пісні тощо дає безперечні підстави стверджувати, що вона є становим хребтом культури. Ось чому виховання відчуття краси мови — основа естетичного виховання.

## Культурологічна функція
Культурологічна функція мови відіграє важливу роль у житті будь-якої нації. Культура кожного народу відображена та зафіксована найперше в його мові. Для глибшого пізнання нації необхідне знання її мови, яка виконує функції своєрідного каналу зв'язку культур між народами. Репрезентуючи свою мову, ми репрезентуємо і власну культуру, її традиції та здобутки, збагачуючи світову культуру.
Через мову передається й естафета духовних цінностей від покоління до покоління. Чим повнокровніше функціонує в суспільстві мова, тим надійніший зв'язок та багатша духовність наступних поколінь. Дотримання мовних норм, популяризація рідної мови — це поступ у розвитку загальної культури нації.

## Номінативна функція
Усе пізнане людиною одержує від неї свою назву і тільки так існує у свідомості. Цей процес називається лінгвілізацією — «омовленням» світу. Мовні одиниці, передусім слова, служать назвами предметів, процесів, якостей, понять ознак тощо. У назвах не лише зафіксовані певні реалії дійсності, адекватно пізнані людиною, але також її помилкові уявлення, і реальні сутності, фантазії тощо.

## Фатична функція
Фатична комунікація (дослівно – беззмістовна, пуста) – обмін неінформативними з погляду реальної комунікації повідомленнями, які виконують важливу етикетну функцію. “Це є своєрідна мовна гра, яку зобов’язані підтримувати члени суспільства, дотримуючись етикетних настанов.” Це зачин розмов, стримані відповіді, стереотипні запитання про життя, сім’ю, справи, здоров’я, врожай, як-от: Як справи? Дякую, добре. А у вас? Як життя? Що нового? Як успіхи? та ін. Поетеса Ліна Костенко порівняла цей обмін репліками з ”настільним тенісом розмов”. Характер цих запитань умовний, але для встановлення контакту, підтримання розмови вони дуже важливі. Фатична комунікація має національну специфіку, а також відповідає нормам народної етики. Без дотримання фатичних ритуалів не буде мати успіху дипломатія, ділові перемовини.